# Girolamo Dal Pozzo
Girolamo Dal Pozzo (Verona, 1718 – Verona, 14 ottobre 1800) è stato un architetto italiano.

## Biografia
Nacque a Verona nel 1718 in una nobile famiglia intellettuale veronese da Claudio Dal Pozzo e Isabella Pindemonte. Ricevette un'importante educazione umanistica da parte dei sacerdoti Pietro e Girolamo Ballerini, integrata poi da autodidatta con studi di disegno e architettura, sua "naturale inclinazione" secondo Francesco Milizia, che annoverò tra i suoi maestri Marco Vitruvio Pollione, Andrea Palladio e Vincenzo Scamozzi. Si fece notare nell'ambiente artistico-culturale che ruotava attorno a Scipione Maffei, divenendo nel 1733 membro dell'Accademia Filarmonica di Verona; nel 1735 progettò il piccolo teatro, eretto provvisoriamente nel salone dell'accademia veronese, riscuotendo un discreto successo.
Tra i suoi primi incarichi vi furono la realizzazione della chiesa di San Zeno Vescovo a Fumane e il restauro di villa Trissino Marzotto a Trissino mentre dopo la distruzione del teatro filarmonico di Verona di Francesco Galli da Bibbiena nel 1749, presentò un progetto insieme ad Alessandro Pompei per la sua ricostruzione con l'obiettivo di conservare il disegno originario di Galli da Bibbiena. Tale progetto fu approvato ed eseguito da un architetto reggino, che presentò a sua volta un progetto che invece apportava sostanziali modifiche al disegno originario del teatro; Pompei e Dal Pozzo ebbero comunque l'incarico di sovrintendere ai lavori e Dal Pozzo scrisse nel 1752 sul tema una dissertazione rimasta inedita.
Nel 1755 partecipò alle onoranze funebri di Maffei con un sonetto mentre nel 1758 compose un trattato intitolato Degli ornamenti dell'architettura civile secondo gli antichi per la colta nobildonna Catherine Stampleton Weight; sebbene rimasto inedito, il trattato fu comunque conosciuto ed apprezzato e la copia autografa finì al conte Giovanni de Lazara, che ne inviò una copia a Leonardo Trissino, conservata presso la Biblioteca civica Bertoliana.
Divenuto membro dell'Accademia di belle arti di Parma e dell'Accademia di belle arti di Bologna, presentò nel 1759 un progetto per la realizzazione di un tempio, che presentava un disegno classicista con riferimenti palladiani e sanmicheliani. Negli anni 1760 progettò inoltre la chiesa dell'Assunzione della Beata Vergine Maria e il municipio di Castellaro e ricevette poi l'incarico di sovraintendere al restauro dell'arca di Mastino II della Scala.